# Diggerland
Diggerland là tên của một loạt công viên giải trí theo chủ đề được lấy cảm hứng từ các máy đào và nhà sản xuất thiết bị xây dựng JCB. Có bốn địa điểm công viên giải trí Diggerland ở Anh, và địa điểm thứ năm ở Hoa Kỳ. Diggerland là một phần của Công ty dịch vụ HE và Công ty trách nhiệm hữu hạn Allsafety.

## Địa điểm
Có ba công viên giải trí Diggerland ở Vương quốc Anh nằm ở Strood ở Kent, Công viên Langley ở Hạt Durham, và Castleford ở Tây Yorkshire. Vào năm 2015, Diggerland đã thông báo rằng Diggerland sẽ mở công viên thứ năm ở Vương quốc Anh ở Evesham, Worcestershire, nhưng việc này đã bị hoãn vô thời hạn vào năm 2017.
Diggerland có một công viên tạm thời ở Dubai vào mùa hè năm 2005. Năm 2006, kế hoạch mở rộng đến Richmond, Virginia của Hoa Kỳ đã bị đình trệ bởi cuộc Đại suy thoái.
Diggerland mở rộng sang Hoa Kỳ và mở một công viên ở Tây Berlin, New Jersey vào năm 2014.

## Sự kiện
Các sự kiện đua xe diễn ra từ tháng 3 đến tháng 10 vì cần được hoàn thành vào thời điểm ban ngày dài hơn ban đêm. Sự kiện Dumper Racing được tổ chức hàng tháng.
Diggerland cũng có một nhóm người tham gia, The Dancing Diggers, hoạt động cách năm và có các thợ đào lớn thực hiện các tiết mục mạo hiểm. Năm 2017, họ đã biểu diễn tại một số hội chợ địa phương, bao gồm Royal Bath và West Country Show.